# TLS-SRP
Transport layer security Secure Remote Password (TLS-SRP) es un conjuntos de cifrado de seguridad de capa de transporte son un conjunto de protocolos criptográficos que proporcionan comunicaciones seguras basada en contraseñas, usando un intercambio de claves autenticado por contraseña SRP.
Hay dos clases de conjuntos de cifrado TLS-SRP: La primera clase de conjuntos de cifrado utiliza sólo la autenticación SRP. La segunda clase utiliza la autenticación de SRP y seguridad de clave pública en conjunto para mayor seguridad.
Por lo general, TLS sólo utiliza certificados de clave pública para la autenticación. TLS-SRP utiliza un valor derivado de una contraseña (el verificador SRP) y una "sal", compartido de antemano entre las partes que se comunican, para establecer una conexión TLS. Hay varias razones para utilizar TLS-SRP:
- El uso de la autenticación basada en contraseñas no requiere confianza en las autoridades de certificación.
- El usuario final no tiene que comprobar la URL que se certifica. Si el servidor no conoce los datos de la contraseña equivalentes entonces la conexión simplemente no se puede hacer. Esto evita Phishing.
- La autenticación por contraseña es menos propensa que la autenticación por certificados en ciertos tipos de errores de configuración, tales como certificados caducados o campos de nombre común no coincidentes.
- TLS-SRP proporciona autenticación mutua (cliente y servidor deben autenticarse entre sí), mientras que TLS con certificados de servidor sólo se autentica el servidor al cliente. Los certificados de cliente puede autenticar el cliente al servidor, pero puede ser más fácil para un usuario a recordar una contraseña que instalar un certificado.

## Implementaciones
TLS-SRP está implementado en GnuTLS, OpenSSL as of release 1.0.1 (enlace roto disponible en Internet Archive; véase el historial, la primera versión y la última)., Apache mod_gnutls y mod_ssl, cURL, TLS Lite y SecureBlackbox.

## Estándares
- RFC 2945: “The SRP Authentication and Key Exchange System”. (en inglés)
- RFC 5054: “Using the Secure Remote Password (SRP) Protocol for TLS Authentication”. (en inglés)